# Энциклопедия Забайкалья
Энциклопе́дия Забайка́лья — региональный энциклопедический проект, посвящённый Забайкальскому краю (до 2008 года — Читинской области и Агинскому Бурятскому автономному округу):
- «Энциклопедии Забайкалья: Читинская область» в четырёх томах, дополнительный том «Энциклопедия Забайкалья: Агинский Бурятский округ»
- «Малая энциклопедии Забайкалья» в девяти томах (вышли «Физическая культура и спорт», «Природное наследие», «Культура: в 2 ч.»)
- «Библиотека „Энциклопедии Забайкалья“» — вышли пять томов
- «Материалы к „Энциклопедии Забайкалья“» — вышли девять выпусков

В рамках проекта «Энциклопедия Забайкалья», работа над которым ведется с 1996 года под патронажем Администрации Читинской области (Правительства Забайкальского края). На ноябрь 2009 года в свет вышло 23 книги, планируется выпуск ещё 26. В проект также входит интернет-портал.
Ведущей организацией, исполняющей проект, является Забайкальский государственный гуманитарно-педагогический университет имени Н. Г. Чернышевского, на базе которого создан Научно-редакционный центр «Энциклопедии Забайкалья». В проекте принимают участие более 2000 организаций, в том числе Институт природных ресурсов, экологии и криологии СО РАН, Администрация Агинского Бурятского автономного округа, Государственный архив Забайкальского края, Забайкальский краевой краеведческий музей им. А.К. Кузнецова, Забайкальская краевая государственная областная научная библиотека им. А.С. Пушкина, ООО «ФотоМир», Читинский институт Байкальского государственного университета экономики и права, Забайкальский государственный университет, Читинская государственная медицинская академия и другие.
15 июня 2007 года создатели энциклопедии были награждены благодарственными письмами губернатора Читинской области и памятными медалями.

## Издания
- Энциклопедия Забайкалья: Читинская область: В 4 т. /Рос. акад. наук, Сиб. отд-ние, Забайкал. гос. пед. ун-т; Гл. ред. Р. Ф. Гениатулин. — Новосибирск: Наука, 2000 — 2006.
- Т. 1: Общий очерк. — 2000. — 302 с.: ил.
- Т. 2: А — З. — 2004. — 420 с.: ил.
- Т. 3: И — Р. — 2006. — 541 с.: ил.
- Т. 4: С — Я. — 2006. — 526 с.: ил.